# 광주MBC 정오의 희망곡
정오의 희망곡 박혜림입니다는 광주MBC FM4U(FM 91.5MHz, FM 95.1MHz)에서 매일 낮 12시부터 오후 2시까지 방송되는 광주·전남 중북부 지역의 대중가요 전문 라디오 프로그램이다. 1983년 10월 22일에 광주MBC FM4U가 개국하면서 첫방송을 시작한 광주전남 지역의 대중가요 전문 라디오 프로그램이다.

## 역대 방송시간
| 방송 채널    | 방송 기간                         | 방송 시간                 |
| ------------ | --------------------------------- | ------------------------- |
| 광주MBC FM4U | 1983년 10월 22일 ~ 2022년 1월 2일 | 매일 낮 12:00 ~ 오후 2:00 |
| 광주MBC FM4U | 2022년 1월 3일 ~ 현재             | 평일 낮 12:00 ~ 오후 2:00 |

## 코너 소개
정오의 희망곡 박혜림입니다는 매일, 요일별로 다양한 코너로 구성된다.

### 매일
- 출석 체크 : 근황 토크, 한 가지 수다 주제로 재미있는 이야기를 나눕니다.

### 월요일
- 뜻밖의 인터뷰 : 뜻밖의 인물을 만나보는 예상 밖의 인터뷰를 만나보세요~
- 사연도 보내군 부르면 받아주리 : 각양각색의 사연을 읽어보고 사연 내용에 맞는 1대1 맞춤곡을 라이브로 선물해드려요.

### 화요일
- 물물개팅 : 물물교환 챌린지! 청취자들이 안 쓰는 물건의 인연을 찾아드립니다.
- 정희 문화예술회관 : 라디오로 누리는 풍족한 문화생활, 우리지역의 아티스트와 예술가들을 만나봅니다.

### 수요일
- 전라도말이여~ (with. 우물안개구리 쇼걸) : 어떤 노래든 전라도 말로 바꿔버릴 수 있다 이 말이여~ 구수한 노래 개사 시간.
- 전하지 못한 진심 : 청취자들의 사연으로 꾸려집니다  .

### 목요일
- 너무 한 낮의 연애(with. 우물안개구리 라떼양) : 어려운 연애 문제, 같이 고민해봐요! 대낮의 연애 상담소 라떼양과 함께~
- 전하지 못한 진심 : 청취자들의 사연으로 꾸려집니다.

### 금요일
- 텔레파시 줄을 서시오!  : 라디오 복권 당첨의 시간, 청취자가 문자를 보내 제시어를 완성 시키면 되는 게임입니다.
- 전하지 못한 진심 : 청취자들의 사연으로 꾸려집니다.

## DJ
- 박혜림

## 역대 DJ
- 나선희 前 DJ
- 이창수 前 DJ
- 류권형 前 아나운서
- 홍진선 前 아나운서
- 임희정 前 아나운서
- 김영은 前 아나운서
- 김민호 前 아나운서

## 경쟁 프로그램
- 세상의 모든 정보 (평일, KBS 광주 제1라디오)
- 이은지의 가요광장 (KBS 광주 제2라디오 해피FM)
- 생생 클래식 (KBS 광주 음악FM)
- 손태진의 트로트 라디오 (광주MBC 표준FM)
- 12시엔 주현영 (kbc 마이 FM)
- 문애란의 12시에 만납시다 (광주CBS 음악 FM)
- 김효진, 양상국의 12시에 만나요 (평일, TBN 광주교통방송)

## 같이 보기
- 광주문화방송
- MBC FM4U
- 정오의 희망곡 김신영입니다